# Langage de programmation à usage général
 (février 2020).
Si vous disposez d'ouvrages ou d'articles de référence ou si vous connaissez des sites web de qualité traitant du thème abordé ici, merci de compléter l'article en donnant les références utiles à sa vérifiabilité et en les liant à la section « Notes et références ».
En informatique, un langage de programmation à usage général (en anglais : general-purpose programming language) est un langage de programmation conçu pour être utilisé pour la conception de logiciels dans la plus grande variété de domaines d'application. Un langage de programmation peut être qualifié ainsi s'il n'inclut pas de constructions de langage conçues pour être utilisées dans un domaine d'application spécifique. 
Inversement, un langage dédié (en anglais : domain-specific language) est un langage conçu pour être utilisé dans un domaine d'application spécifique. Les langages de description de page et les langages de requête de bases de données sont des exemples de langages dédiés. 

## Exemples
Voici quelques langages de programmation à usage général : 
- Ada
- ALGOL
- Assembleur
- BASIC
- Boo
- C
- C++
- C#
- Clojure
- COBOL
- Crystal
- D
- Dart
- Elixir
- Erlang
- F#
- Fortran
- Go
- Haskell
- Java
- JavaScript
- Julia
- Kotlin
- Lisp
- Lua
- Modula-2
- Nim
- Oberon
- Objective-C
- Pascal
- Perl (langage)
- PHP
- Pike
- PL/I
- Python
- Ruby
- Rust
- Scala
- Simula
- Swift
- Tcl (langage)
- Visual Basic
- Visual Basic .NET
- Zig

## Voir également
- Langage dédié
- Langage de balisage à usage général
- Langage de modélisation polyvalent